# Herschel Jantjies

a Compétitions nationales et continentales officielles uniquement.

b Matchs officiels uniquement.
Dernière mise à jour le 19 juillet 2025.
Herschel Jantjies, né le 22 avril 1996 à Stellenbosch (Afrique du Sud), est un joueur international sud-africain de rugby à XV évoluant au poste de demi de mêlée.

## Carrière

### En club
Herschel Jantjies commence sa formation rugbystique avec l'académie de la Western Province à partir de 2012.
En juin 2016, il fait ses débuts professionnels en Provincial Cup, toujours avec la Western Province,.
En 2017, il signe un contrat court avec la province galloise des Scarlets, évoluant en Pro14, où il compense notamment l'absence de Gareth Davies retenu en sélection. Il ne joue qu'un match avec l'équipe galloise, avant de rentrer en Afrique du Sud.
L'année suivante, il connaît sa première titularisation avec la Western Province, lors d'un match de Rugby Challenge.
Toujours en 2018, il fait ses débuts en Super Rugby avec les Stormers, à l'occasion d'un match contre les Sharks le 7 juillet 2018, lors de l'avant-dernière journée de la saison,. Après un seul match en 2018, il s'impose en 2019 comme le titulaire au poste de demi de mêlée dans cette équipe, et comme un grand espoir national à ce poste,.
Avec les Stormers, il remporte l'United Rugby Championship en 2022.
En novembre 2024, il donne son accord pour rejoindre l'Aviron bayonnais en Top 14 à compter de la saison 2025-2026.

### En équipe nationale
Herschel Jantjies est sélectionné pour la première fois avec les Springboks en mai 2019 par le nouveau sélectionneur Rassie Erasmus,. Il obtient sa première cape internationale avec l'équipe d'Afrique du Sud le 20 juillet 2019 à l’occasion d’un match contre l'équipe d'Australie à Johannesbourg. Lors de cette première sélection, il marque les esprits en inscrivant un doublé.
En 2019, il est retenu par sélectionneur Rassie Erasmus dans le groupe de 31 joueurs pour disputer la Coupe du monde au Japon. Lors de la compétition il dispute six matchs lors du tournoi, la plupart comme remplaçant, s'imposant comme la doublure privilégiée de Faf de Klerk au détriment du plus expérimenté Cobus Reinach. Il est notamment sur le banc lors de la finale que son équipe remporte face à l'Angleterre.
Quatre ans plus tard, il n'est pas retenu pour le mondial en France, après avoir reculé dans la hiérarchie des 9 sud-africains, derrière Jaden Hendrikse et Grant Williams.

## Palmarès

### En club
- Vainqueur de l'United Rugby Championship en 2022 avec les Stormers.

### En sélection
- Vainqueur du Rugby Championship 2019.
- Vainqueur de la Coupe du monde en 2019.

## Statistiques
Au 19 juillet 2025, Herschel Jantjies compte 24 capes en équipe d'Afrique du Sud, dont quatre en tant que titulaire, depuis le 20 juillet 2019 contre l'équipe d'Australie à Johannesbourg.
Il participe à trois éditions du Rugby Championship, en 2019, 2021 et 2022. Il dispute huit rencontres dans cette compétition.